# Roda cubana
La roda cubana és una modalitat de ball, dins de la salsa, que es balla en grup. Tal com indica el seu nom les parelles de ball s'han de col·locar en forma de roda al voltant de la pista. Una de les persones del grup és l'encarregada de cantar les figures i tots alhora les han d'anar executant. Les figures que es ballen són similars a les que es balla en modalitat de parella però amb petites modificacions, ja que la roda gairebé sempre està en moviment, pots estar ballant amb la teva parella o amb les altres, segons sigui la direcció de la roda.